# Seya Grau
Seya Grau (* 26. Dezember 2003) ist ein Schweizer Handballspieler, der beim HSC Suhr Aarau in der Handball League unter Vertrag steht, der obersten Liga der Schweiz. Er spielt auf der Position des Kreisläufers.

## Aktive Laufbahn
Seine ersten Einsätze im Aktivbereich hatte Grau beim Handball Endingen in der Nationalliga B. In dieser Zeit wurde er mehrfach Aargauer Meister. Seit 2024 ist er für den HSC Suhr Aarau aktiv. In der Quickline Handball League arbeitet er daran, sich dauerhaft in der Stammformation des Teams zu etablieren.